# わたなべわたる
わたなべ わたるは、主に成人向け漫画を執筆している日本の漫画家。『週刊少年チャンピオン』（秋田書店）などで執筆している渡辺航（読みが同じ）とは別人である。
デビュー誌であるコミック雑誌『パンプキン』（白夜書房）1、2号では渡辺わたると姓が漢字表記であった。
過去の掲載誌としては、『コミックパッションタイム』（シュベール出版）や『コミックジャンボ』（桃園書房）が主なものとして挙げられる。ジャンボには創刊時から関わっており、休刊するまで同誌を牽引してきた漫画家の1人。ジャンボ休刊後には『コミック姫盗人』（松文館）に掲載の場を移していたが、同誌が休刊したことによって現在商業誌での掲載は無く、携帯コミックで作品を発表している。
近年は新作の発表を行っておらず、2014年に自身のブログに近況を投稿してからの活動については不明。

## 概要
ゴムマリや風船のような質感の巨乳かつ、大胆にデフォルメされた肉感的な女性の絵を得意とする。ロリ顔＋グラマー体型のキャラクターを扱う漫画家としては先駆者的存在。「美奈子先生」シリーズが代表作。

## 単行本リスト

### 「美奈子先生」シリーズ
- 『パンプキン』（白夜書房）掲載分
  - 白夜書房出版
    - ドッキン♡美奈子先生1 ISBN 489367045X
      - chapter1〜4
      - 表題作以外×2

    - ドッキン♡美奈子先生2 ISBN 4893670530
      - chapter5〜8
      - 表題作以外×2

    - ドッキン♡美奈子先生3 ISBN 4893670824
      - chapter9〜11
      - 表題作以外×4

    - ドッキン♡美奈子先生4 ISBN 4893671189
      - chapter12〜13
      - 表題作以外×4

  - フランス書院出版
    - 大好き♡美奈子先生！ ISBN 4829671068
      - chapter1〜6（chapter2が欠落し．chapter5が2つに分かれ）
      - 表題作以外×5（ドッキン♡美奈子先生から）

    - がんばれ♡美奈子先生！ ISBN 4829671181
      - chapter7〜13（chapter9が2つに分かれ）
      - 表題作以外×6（ドッキン♡美奈子先生から）

  - 桃園書房出版
    - 教えて♡美奈子先生 ISBN 4807836005
      - chapter1〜6（chapter4が2つに分かれ．chapter5が2つに分かれ）

    - 感じて♡美奈子先生 ISBN 4807836366
      - chapter7〜13（chapter9が2つに分かれ）
      - 表題作以外×2
- 『コミックジャンボ』（桃園書房）掲載分
  - 桃園書房出版
    - ドッキン♡美奈子先生 2002年バージョン ISBN 4807836722
      - 第1話〜第9話

    - ドッキン♡シスター美奈子 ISBN 4807837737
      - Vol.1〜Vol.8
      - ドッキン♡シスター美奈子第1話〜第2話

    - 美奈子先生♡爆乳パニック ISBN 4807838873
      - Episode1〜Episode8
      - 表題作以外×2

    - 危険な放課後-ドッキン♡美奈子先生2004- ISBN 4807839799
      - Vol.1〜Vol.2
      - 表題作以外×4
      - 青春編Vol.1〜Vol.3

    - イッちゃう美奈子先生-ドッキン♡美奈子先生2005- ISBN 4807840967
      - Vol.1〜Vol.3
      - アメリカ留学編Vol.1〜Vol.5
      - 表題作以外×1

    - 美奈子先生♡爆乳教室 ISBN 4807842412
      - 1〜8
      - 表題作以外×2

  - マイウェイ出版
    - ドッキン♡美奈子先生 2008年バージョン ISBN 978-4861354175
    - 女教師♡シスター美奈子 ISBN 978-4861354472
      - ドッキン♡シスター美奈子Vol.2〜Vol.8
      - ドッキン♡シスター美奈子第1話〜第2話
      - 特別編×1

    - 美奈子先生の危ない保険体育 ISBN 978-4861354687
      - 美奈子先生♡爆乳パニックEpisode.2〜5
      - ドッキン♡シスター美奈子Vol.1
      - 美奈子先生♡爆乳パニックEpisode.7〜8
      - 危険な放課後Vol.1〜Vol.2
      - 特別編×1

    - 美奈子先生の初体験 ISBN 978-4861355141
      - 美奈子先生♡爆乳パニックEpisode.6
      - 2002年バージョン第8話
      - 美奈子先生♡爆乳パニックEpisode.1
      - 青春編Vol.1〜Vol.3
      - イッちゃう美奈子先生Vol.1、Vol.3
      - 特別編×2

    - 美奈子先生♡淫乱母乳教室 ISBN 978-4861355707
      - イッちゃう美奈子先生Vol.2
      - アメリカ留学編Vol.1〜Vol.5
      - 美奈子先生♡爆乳教室Vol.1〜Vol.3
      - 特別編×1

    - 美奈子先生最後の爆乳授業 ISBN 978-4861355912
      - 美奈子先生♡爆乳教室Vol.4〜Vol.8
      - 『コミックジャンボ』2006年10月〜2007年8月掲載分
      - 特別編×2
- 電子版
  - ドッキン♡美奈子先生 デジタルコンプリート（DVD付） ISBN 4807843192
  - ドッキン美奈子先生！モバイル♡〜爆乳おっぱい天国
    - 第1話〜第9話
- その他
  - 小説 美奈子先生の冒険 ISBN 4893671383
  - アドベンチャーゲーム（PC-9800シリーズ版）

### その他
- ほほえみ天使（エンジェル）
- わたなべわたる作品集 夢ドリーム
- 愛ラブエンジェル／初版平成2年
- おしえてあげる
- ルルはDカップ♡
- バナナの季節
- キケンなお年頃
- バージン注意報
- 電撃ぷりぷり少女
- 優しくしてね
- プルルン♡乙女白書1〜3
- レインボーガール
- 隣のお姉さん
- あの娘と特訓♡
- 100%我愛你（ウォー アイ ニー）
- 100%愛・ラブ・ユー
- さくらんぼレッスン
- 汗をかいたら♡
- こっちへおいでよ
- いたずらマーメイド
- あの娘はFカップ
- みっくすフルーツ
- ビキニでごめんね
- ナイショにしてね
- 感じやすいの♡
- 巨乳でドッキン♡
- ママにドッキン♡
- あぶない個人授業
- 100%ミンミンちゃん
- バージン学園パラダイス
- わたなべわたるPERFECT WORLD
- お姉さんパニック
- 彼女のエッチ日記
- ママにラブラブ♡
- 爆乳少女の連続レイプ
- 爆乳どうでしょう？
- 爆乳ルネッサンス（松文館 AV COMICS）2009年5月25日 第1刷発行
- 放課後の爆乳初体験（マイウェイ出版）2009年12月25日 初版発行
- お姉さんの爆乳七変化（マイウェイ出版）2010年5月1日 初版発行（2010年3月発売）
- 萌えろ！爆乳下級生（マイウェイ出版）2010年7月10日 初版発行（2010年5月発売）
- クイズ雑学オリンピック わたなべわたる編（メーカー：ハッカーインターナショナル）